# Kanton Montceau-les-Mines-Sud
Montceau-les-Mines-Sud is een voormalig kanton van het Franse departement Saône-et-Loire. Het kanton maakte deel uit van het arrondissement Chalon-sur-Saône. Het werd opgeheven bij decreet van 18 februari 2014, met uitwerking op 22 maart 2015.

## Gemeenten
Het kanton Montceau-les-Mines-Sud omvatte de volgende gemeenten:
- Montceau-les-Mines (deels, hoofdplaats)
- Saint-Vallier